# Leni Robert

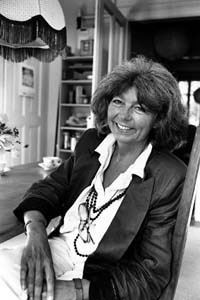
Leni Robert (1991)

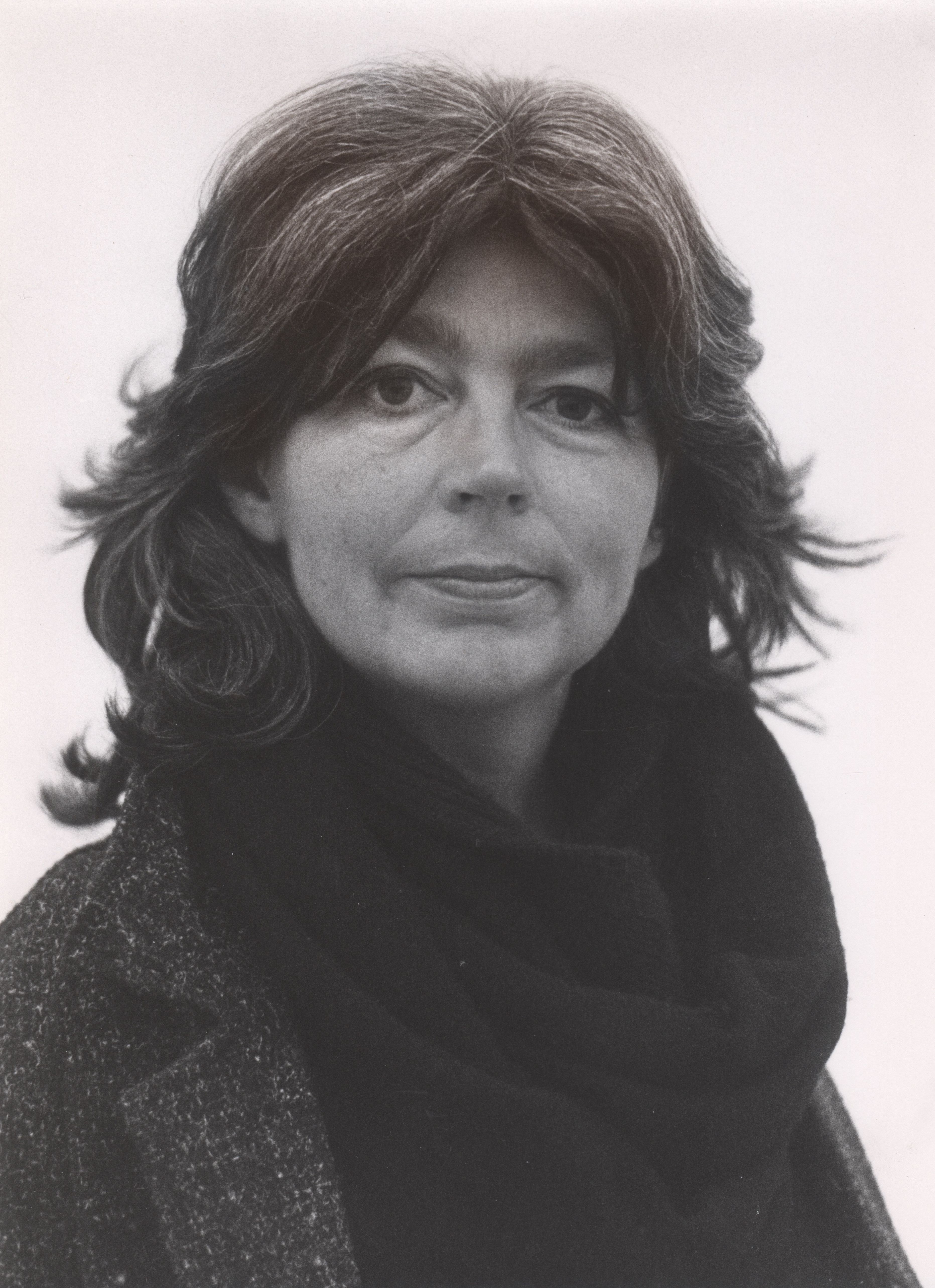
Leni Robert

Leni Robert-Bächtold (* 6. März 1936) ist eine Schweizer Politikerin (FDP, Grüne Freie Liste), die erste Regierungsrätin des Kantons Bern und der Umweltbewegung in der Schweiz.

## Leben
Leni Bächtold, Tochter des Ingenieurs und Nationalrats Jakob Bächtold und der Lehrerin Margrit geborene Wechsler, absolvierte die Primarschule in Bern und Meiringen sowie das Gymnasium in Schaffhausen (Matura 1956). Anschliessend machte sie eine Sekretärinnenausbildung und studierte an den Universitäten Zürich und Bern Germanistik, Slawistik und Journalistik. Aus ihrer Ehe mit dem Bauingenieur Jean-Denis Robert (1968 verstorben) ging ein Sohn hervor.
Leni Robert, ab 1968 Mitglied der Freisinnig-Demokratischen Partei (FDP), gehörte nach der Einführung des Frauenstimmrechts in der Gemeinde Bern 1968 und im Kanton Bern 1971 zu den Politikerinnen der ersten Stunde. 1971–1976 war sie Berner Stadträtin (Legislative), 1977–1986 Grossrätin. Ihre Kritik am Polizeidirektor der Stadt Bern, dem Freisinnigen Marco Albisetti, wegen eines Polizeieinsatzes gegen Demonstrierende führte 1983 zum Bruch mit ihrer Partei, die sie nicht für die Nationalratswahlen nominierte. Robert trat daher aus der FDP aus und gründete mit anderen wie Rolf Deppeler die ökologisch ausgerichtete, linksbürgerliche Freie Liste. Als deren Vertreterin schaffte sie 1983 die Wahl in den Nationalrat. Da die Schweizerische Volkspartei (SVP) und die FDP zu den Regierungsratswahlen 1986 je mit einer eigenen Liste antraten, gelang es Robert und ihrem Parteikollegen Benjamin Hofstetter, in dem aufgeregten Klima nach der Aufdeckung der Berner Finanzaffäre zwei Sitze für die Freie Liste (Grüne Parteien) zu erobern und damit zum ersten Mal in der Geschichte des Kantons die bürgerliche Mehrheit zu brechen. Robert war die erste Regierungsrätin des Kantons Bern und die erste grüne Regierungsrätin der Schweiz; aus dem Nationalrat trat sie anschliessend zurück. In ihre Amtszeit als Erziehungsdirektorin fielen die Verlegung des Schuljahrbeginns vom Frühling in den Spätsommer mit dem Langschuljahr 1988–1989, das Stipendiengesetz, die Revision des Universitätsgesetzes (beide 1989) sowie die Einführung des Schulmodells mit sechs statt vier Jahren Primarstufe und drei statt fünf Jahren Oberstufe (1990). Nachdem die Anzahl der Regierungsmitglieder infolge einer Initiative aus dem rechtsbürgerlichen Spektrum 1989 von neun auf sieben verkleinert worden war, konnten Robert und Hofstetter ihre Sitze bei den nächsten Wahlen 1990, zu denen FDP und SVP wieder gemeinsam antraten, nicht verteidigen. Dagegen nahm Robert 1991–1995 erneut im Nationalrat Einsitz und gehörte während dieser Zeit der Parlamentarischen Versammlung des Europarats sowie der Subkommissionen Umwelt und Bevölkerungsfragen an; Letztere präsidierte sie zwischenzeitlich.
Leni Robert setzte sich in ihrer politischen Laufbahn auf nationaler wie kantonaler Ebene insbesondere für Umwelt-, Gleichstellungs- sowie Jugendanliegen ein. So gründete und präsidierte sie 1974–1986 den Verein Bern bleibt grün, sass 1982–1986 im Vorstand der Frauenzentrale des Kantons Bern, 1984–1994 im Zentralvorstand von Pro Natura und präsidierte 1991–2002 die Stiftung Kinderdorf Pestalozzi. 1984 erhielt sie den Preis des Schweizerischen Verbands für Frauenrechte. Für sie besonders prägend waren die Erfahrungen als jung Verwitwete und Alleinerziehende, in einer Zeit, in der es für solche Lebensumstände an der nötigen Unterstützung fehlte.